# 彼氏冰鰕虎
彼氏冰鰕虎（学名：Leucopsarion petersi），又名彼氏冰鰕虎魚，为鰕虎科冰鰕虎魚屬下的一个种。